# Американска психиатрична асоциация
Американската психиатрична асоциация, съкратено АПА (на английски: American Psychiatric Association, APA), е главната професионална организация на психиатрите и обучаващите в областта на психиатрията в САЩ, и най-влиятелната в световен мащаб.
Със своите 38 000 членове, които са основно американци, тя е най-голямото национално професионално сдружение на специалисти в областта на психичното здраве в света. Асоциацията публикува различни списания и наръчници, както и Диагностичния и статистически наръчник на психичните разстройства, съкр. ДСН (Diagnostic and Statistical Manual of Mental Disorders, съкратено DSM). ДСН кодифицира психиатричните състояния и е използван в световен мащаб като основен наръчник за диагностициране. Съкращението АПА се споделя и от Американската психологическа асоциация, както и тяхното АПА стилово ръководство за статии в списания.

## Противоречия
АПА е опонирана от антипсихиатричното движение и движението на хората с недъзи, които редовно протестират пред сградите за срещи на АПА. През 2005 активисти от Умствена свобода световно правят стачка с 21 дневно гладуване, протестирайки за неоправдания биометричен фокус и отправяйки предизвикателство АПА да предостави доказателство за разпространеното вярване, че умствените разстройства се дължат на химичен дисбаланс в мозъка. АПА публикува изявление по въпроса и после двете организации обменят становища върху него.
Друго противоречие възниква, когато става ясно, че американски психолози и психиатри са подпомагали разпитите в Гуантанамо и други американски съоръжения. АПА тогава издава изявление за политика на невзимане на директно участие в разпити, но само при необходимост след направени разпити.
През 2008 АПА става обект на разследване за произход на средства, идващи от фармацевтични компании, които биха могли да влияят на практиките на некомерсиални организации, които твърдят, че са независими в своите гледни точки и действия.